# Dana Benítez
Dana Benítez (Madrid, 23 de abril de 2004) es una futbolista española. Juega como centrocampista. Ha sido internacional con la selección sub-16 y sub-19 de España. 
Según la Academia del Atlético de Madrid es una «mediocentro con buen manejo de balón y desequilibrante en sus conducciones ofensivas, sabe generar grandes ventajas en ataque y tiene una gran visibilidad de juego.»

## Trayectoria

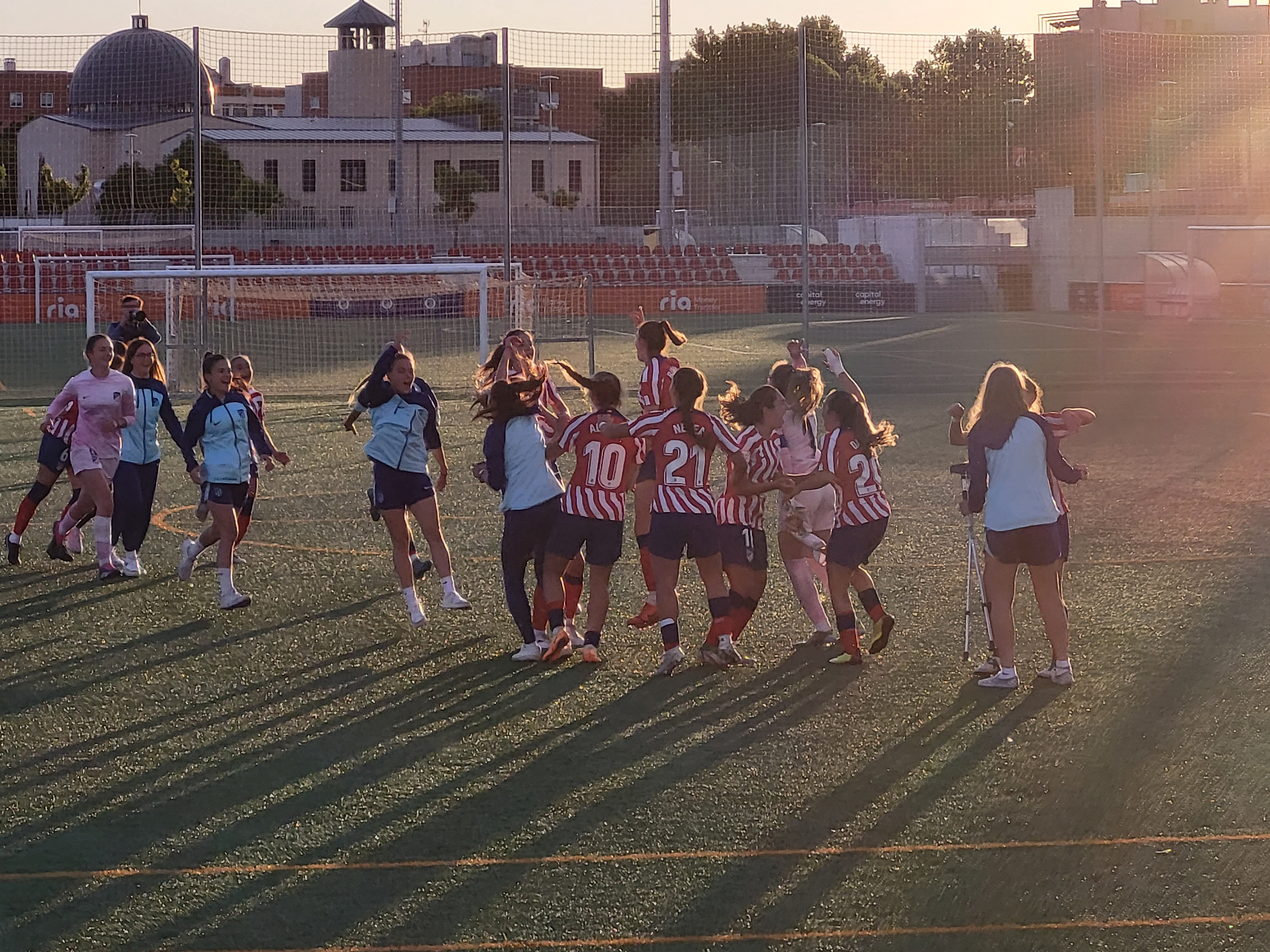
Dana Benítez y sus compañeras del Atlético de Madrid B celebran el ascenso a Primera Federación en mayo de 2023

Dana empezó a jugar al fútbol en la A. D. Meca de Rivas y llegó a la Academia del Atlético de Madrid en 2013. Tras seis años en la cantera rojiblanca pasó a la cantera del Club Deportivo TACON, que luego pasaría a ser el Real Madrid, donde estuvo 3 años y participó en el campeonato de Tercera Federación y ascenso de categoría del Real Madrid B en la temporada 2021-22. En 2022 volvió al club colchonero para jugar en el filial rojiblanco, logrando el título de Segunda Federación y ascenso a Primera Federación. En la temporada 2023-24 siguió siendo titular en el Atlético de Madrid B, y contribuyó a la permanencia del filial rojiblanco en la Segunda División. 
En la temporada 2024-25 debutó con el primer equipo en el partido de consolación de la Ronda 1 de la Fase Previa de la Liga de Campeones con victoria por 3-0 sobre el Glasgow Rangers. El club destacó su «trabajo, compromiso y solidaridad con el equipo.» Con el Atlético B jugó de manera habitual y lograron la permanencia en Primera RFEF. Al final de la temporada anunció su salida del club.

## Selección nacional
Ha sido internacional sub-16. Debutó el 5 de octubre de 2022 en la Primera ronda de clasificación para el Campeonato Europeo con la selección sub-19.

## Estadísticas

### Clubes
Actualizado al último partido jugado el 27 de abril de 2025.
| Club | Div.          | Temporada     | Liga  | Liga  | Liga   | Copas nacionales(1) | Copas nacionales(1) | Copas nacionales(1) | Copas internacionales(2) | Copas internacionales(2) | Copas internacionales(2) | Total | Total | Total  | Media goleadora(3) |
| Club | Div.          | Temporada     | Part. | Goles | Asist. | Part.               | Goles               | Asist.              | Part.                    | Goles                    | Asist.                   | Part. | Goles | Asist. | Media goleadora(3) |
| --- | ------------- | ------------- | ----- | ----- | ------ | ------------------- | ------------------- | ------------------- | ------------------------ | ------------------------ | ------------------------ | ----- | ----- | ------ | ------------------ |
| Atlético de Madrid B · España |               |               |       |       |        |                     |                     |                     |                          |                          |                          |       |       |        |                    |
| 2ª. RFEF | 2022-23       | 27            | 1     |       | -      | -                   | -                   | -                   | -                        | -                        | 27                       | 1     |       | 0.04   |                    |
| 2.ª | 2023-24       | 25            | 2     |       | -      | -                   | -                   | -                   | -                        | -                        | 25                       | 2     |       | 0.08   |                    |
| 2.ª | 2023-24       | 22            | 0     |       | -      | -                   | -                   | -                   | -                        | -                        | 22                       | 0     |       | -      |                    |
| Total club | Total club    | 74            | 3     |       |        |                     |                     |                     |                          |                          | 74                       | 3     |       | 0.04   |                    |
| Atlético de Madrid · España |               |               |       |       |        |                     |                     |                     |                          |                          |                          |       |       |        |                    |
| 1.ª | 2024-25       |               |       |       |        |                     |                     | 1                   | 0                        | 0                        | 1                        | 0     |       | -      |                    |
| Total club | Total club    |               |       |       |        |                     |                     | 1                   | 0                        | 0                        | 1                        | 0     |       | 0      |                    |
| Total carrera | Total carrera | Total carrera | 74    | 3     |        |                     |                     |                     | 1                        | 0                        | 0                        | 75    | 3     |        | 0.04               |
| (1) Incluye datos de Copa de la Reina y la Supercopa. (2) Incluye datos de Liga de Campeones Femenina de la UEFA]. (3) No incluye goles en partidos amistosos. |               |               |       |       |        |                     |                     |                     |                          |                          |                          |       |       |        |                    |

### Selección
Actualizado al último partido jugado el 9 de noviembre de 2022.
| Selecciones | Año           | Continental(4) | Continental(4) | Continental(4) | Mundial | Mundial | Mundial | Amistosos (5) | Amistosos (5) | Amistosos (5) | Total | Total | Total  | Media goleadora |  |
| Selecciones | Año           | Part.          | Goles          | Asist.         | Part.   | Goles   | Asist.  | Part.         | Goles         | Asist.        | Part. | Goles | Asist. | Media goleadora |  |
| --- | ------------- | -------------- | -------------- | -------------- | ------- | ------- | ------- | ------------- | ------------- | ------------- | ----- | ----- | ------ | --------------- |  |
| Sub-19 | 2022          | 3              | 0              | 0              |         |         |         | 1             | 0             | 0             | 4     | 0     | 0      | 0               |  |
| Sub-19 | Total         | 3              | 0              | 0              |         |         |         | 1             | 0             | 0             | 4     | 0     | 0      | 0               |  |
| Total carrera | Total carrera | 3              | 0              | 0              |         |         |         | 1             | 0             | 0             | 4     | 0     | 0      | 0               |  |
| |               |                |                |                |         |         |         |               |               |               |       |       |        |                 |  |
| (4) Se incluyen Campeonatos Europeos y sus fases de Clasificación. (5) Sólo se incluyen partidos contra selecciones nacionales. |               |                |                |                |         |         |         |               |               |               |       |       |        |                 |  |

## Palmarés

### Campeonatos nacionales
| Título                           | Club                 | País   | Año     |
| -------------------------------- | -------------------- | ------ | ------- |
| Campeonato de Tercera Federación | Real Madrid B        | España | 2021-22 |
| Campeonato de Segunda Federación | Atlético de Madrid B | España | 2022-23 |

### Distinciones individuales
| Distinción                                          | Año     |
| --------------------------------------------------- | ------- |
| Jugadora revelación del Atlético de Madrid Benjamín | 2013-14 |